# Yassine Hethat
Yassine Hethat, född 30 juli 1991, är en algerisk friidrottare. Han deltog vid olympiska sommarspelen 2016 och olympiska sommarspelen 2020.